# Lac Maicasagi
Le lac Maicasagi est un plan d'eau douce situé dans le territoire de Eeyou Istchee Baie-James (municipalité), dans la région administrative du Nord-du-Québec, dans la province de Québec, au Canada.
La surface du Lac Maicasagi s’étend surtout dans les cantons de Johnstone et Urfé ; et dans le canton de Grandfontaine en remontant la baie Nord-Ouest jusqu’à l’embouchure de la rivière Chensagi.
La foresterie constitue la principale activité économique du secteur. Les activités récréotouristiques arrivent en second.
Le bassin versant du lac Maicasagi est accessible du côté Ouest grâce à la route forestière qui se détache de la route de la Baie-James venant du Sud-Ouest (soit de Matagami). L’autre route d’accès est située sur le côté Est et passe du côté Sud du lac au Goéland (rivière Waswanipi), puis remonte vers le Nord en enjambant la rivière Waswanipi.
La surface du Lac Maicasagi est habituellement gelée du début novembre à la mi-mai, toutefois la circulation sécuritaire sur la glace se fait généralement de la mi-novembre à la mi-avril.

## Géographie
Ce lac comporte une longueur de 14,7 km, une largeur maximale de 8,6 km et une altitude de 262 m. Le Lac Maicasagi est intégré à un vaste bassin hydrographique comportant aussi les lacs Maicasagi (au nord-est), Waswanipi (au sud-est), Olga (à l'ouest) et au Goéland.
Le lac Maicasagi comporte plusieurs baies et des îles. Les principales baies sont celles du Nord-Ouest, du Sud-Ouest, de l’Est et la baie menant au Passage Max. Situé au Sud-Ouest du lac, le passage Max a une longueur de 10,5 km, reliant le lac Maicasagi et le lac au Goéland.
Le lac Maicasagi est surtout alimenté par la rivière Chensagi (venant du Nord) et la rivière Maicasagi (venant de l’Est).
L’embouchure du Lac Maicasagi est située au fond d’une baie au Sud-Ouest dans le Passage Max. Cette embouchure est située à :
- 15,7 km ay Nord-Est de l’embouchure du lac au Goéland ;
- 56,9 km à l’Est de l’embouchure du Lac Matagami ;
- 66,7 km au Nord-Est du centre du village de Matagami ;
- 80,5 km au Sud-Est de l’embouchure du lac Soscumica[1].

Les principaux bassins versants voisins du Lac Maicasagi sont :
- côté Nord : rivière Chensagi, lac Chensagi ;
- côté Est : rivière Maicasagi, rivière Nomans ;
- côté Sud : lac au Goéland (rivière Waswanipi), rivière Iserhoff, rivière Iserhoff Nord, ruisseau Imbault ;
- côté Ouest : lac Matagami, lac Olga (rivière Waswanipi), rivière Opaoca.

## Toponymie
Le toponyme "Lac Maicasagi" a été officialisé le 5 décembre 1968 par la Commission de toponymie du Québec, soit lors de sa création.